# بنه حسین‌کلولی
بنه حسین‌کلولی، روستایی از توابع بخش سردشت شهرستان دزفول در استان خوزستان ایران است.

## مردم
مردم این روستا به لری بختیاری سخن می گویند و بختیاری می باشند.

## جمعیت
این روستا در دهستان ماهوربرنجی قرار دارد و براساس سرشماری مرکز آمار ایران در سال ۱۳۸۵، جمعیت آن ۱٬۹۴۱ نفر (۳۷۸خانوار) بوده‌است.